# كلفن تان (موسيقي)
كلفن تان (بالصينية: 陈伟联) هو موسيقي وفنان الشارع ومغني صيني، ولد في 5 أكتوبر 1981 في سنغافورة.

## روابط خارجية
- كلفن تان على موقع IMDb (الإنجليزية)